# Кінь свійський
Кі́нь сві́йський (Equus ferus caballus або Equus caballus) — підвид ссавців виду Кінь дикий роду Кінь (Equus) родини Коневих (Equidae) ряду Конеподібних (Equiformes), або Непарнопалих (Perissodactyla). Поширений на всіх континентах, крім Антарктиди, в більшості країн світу.

## Загальні відомості
Самець коня називається о́гирем чи жеребце́м, самиця — коби́лою чи лоши́цею, дитинча — лоша́м чи жереб'я́м, молодий кінь — ло́ша́ком.
Гібриди від схрещування коней з ослами — мули й ослюки.
Будівлю для утримання коней називають стайнею чи конюшнею.

## Походження та історія одомашнення

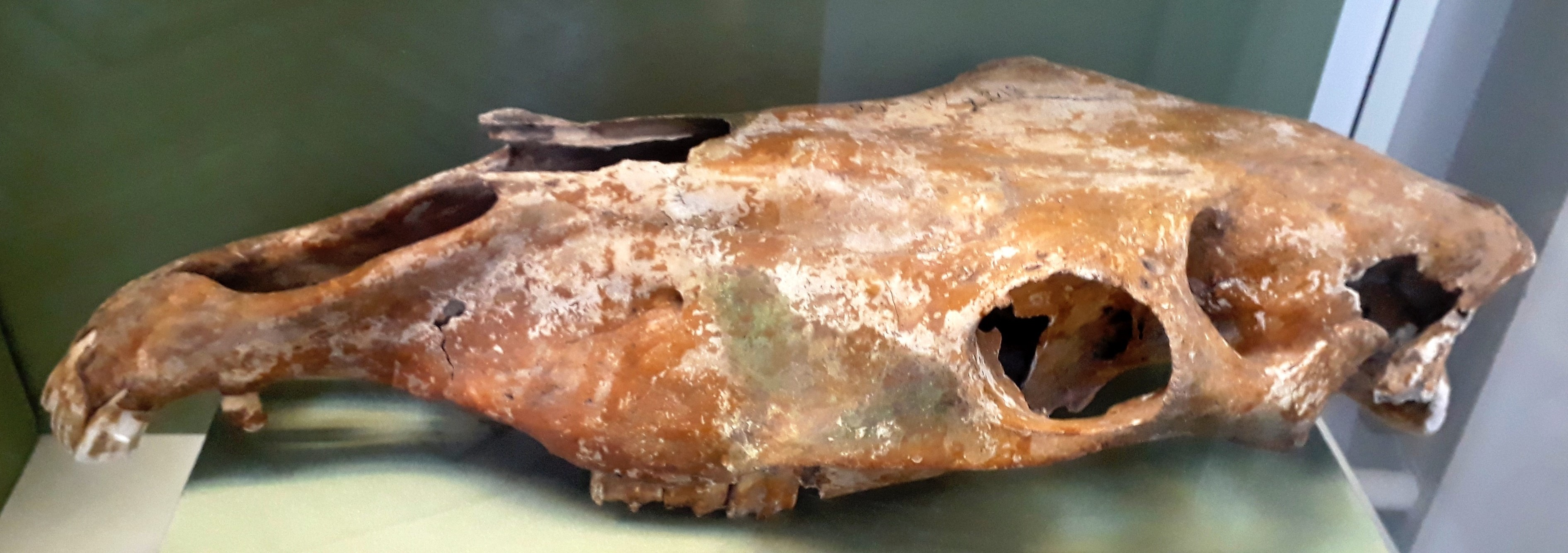
Череп коня, знайдений у Деріївці (Національний музей історії України)

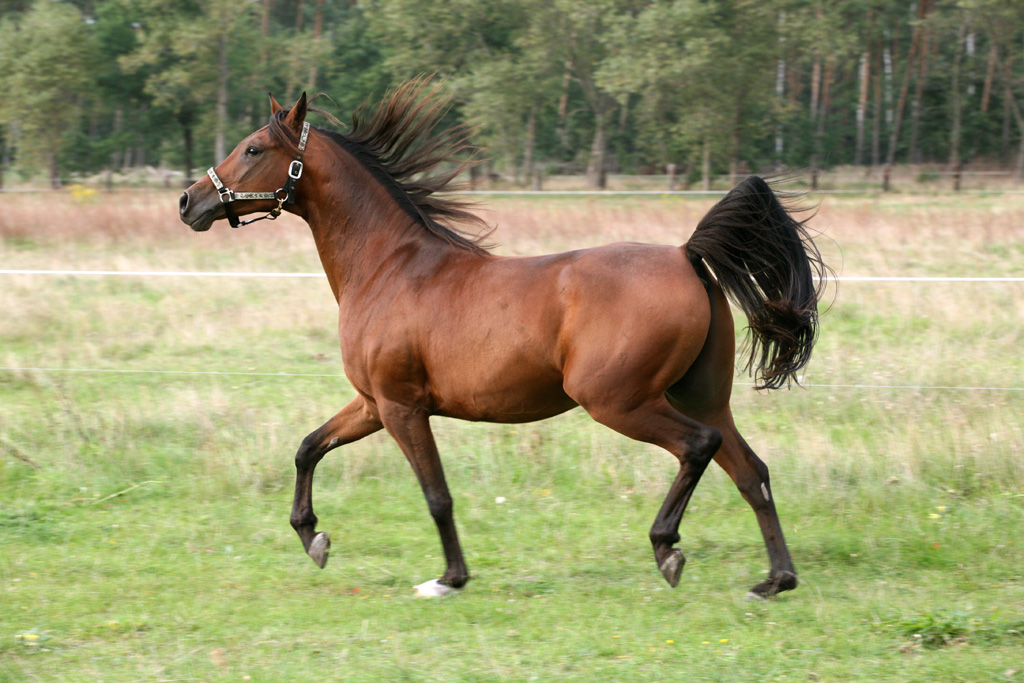

Найдавніші археологічні знахідки одомашнення коня зроблені на території України та Казахстану і датуються періодом 3500-4000 р. до н. е. Від 3000 року до н. е. кінь був остаточно одомашнений і до кінця 2000 року до н. е. остаточно розповсюдився по всій території Європи.

## Еволюція

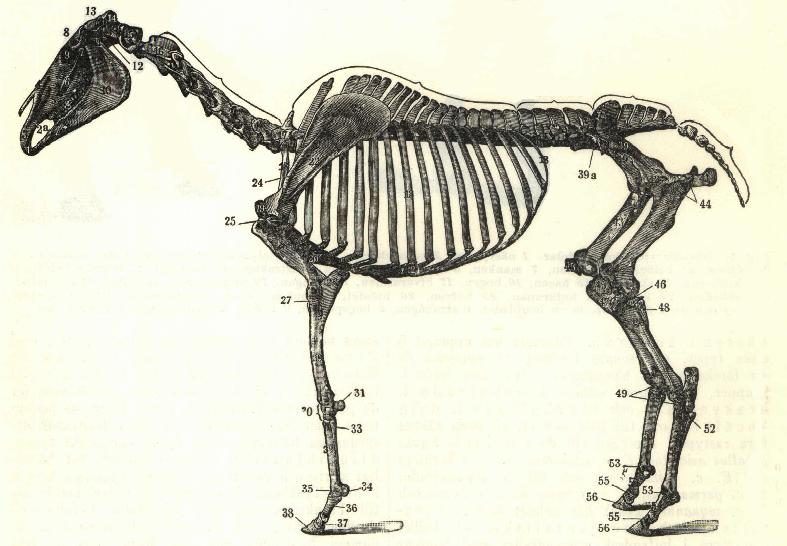
Скелет коня.

Коні з особливою повнотою вивчені завдяки розкопкам у третинних відкладеннях Америки. Протягом цього періоду Америка була населена різноманітними ссавцями, схожими на коня, але всі вони вимерли до відкриття Америки європейцями. Первісні, ще не знайдені прабатьки коней, за Маршем, мали по 5 пальців на передніх і задніх ногах. Найдавніший відомий прародич коня, Eohippus з нижнього еоцену, був завбільшки з лисицю і мав на передніх ногах по 4 добре розвинених пальці та зачатки п'ятого, на задніх — по 3. Вище в еоцені знаходяться залишки Orohippus такої ж величини, але з 4 пальцями на передніх ногах і 3 на задніх. У верхньому еоцені зустрічається Epihippus з такими ж ногами, але відрізняється за зубами. На кордоні міоцену знайдений Mesohippus, величиною з вівцю, з 3 розвиненими і 1 зародковим пальцем на передніх і 3 на задніх ногах, трохи вище Miohippus, або Anchitherium, у якого грифельна кісточка 5-го, або зовнішнього, пальця зменшилася до короткого зачатка. У пліоцені знайдені численні рештки Protohippus, або Hipparion, завбільшки з осла, з 3 пальцями на передніх і задніх ногах, а ще вище, в пліоцені, з'являється близький родич сучасного коня, рід Pliohippus з 1 розвиненим пальцем, а ще вище — справжні коні (Equus), завбільшки з сучасних, які і закінчують цю серію.
Викопні рештки форм, які вважаються предками коня, або належали до близьких до них бічних [>Філогенез|філогенетичних]] гілок (так деякі дослідники розглядають гіппаріона), відомі і в інших частинах світу.
Досить часто у домашніх коней зустрічаються відхилення, які наближають їх до диких представників родини. Найчастіше ці відхилення, які розглядаються як атавізм (тобто повернення до ознак предків), стосуються кольору шерсті; сюди відноситься, наприклад, поява темної смуги уздовж спини у коней світлої масті, іноді з кількома смугами на плечах. Деякі вважають за атавістичне явище і масть в яблуках, розглядаючи крапки як залишки смугастості. Зустрічаються зрідка різкіші та більш вражаючі випадки атавізму — саме полідактилізм, тобто поява 1 або більше зайвих пальців; за Маршем, найчастіше зустрічається 2-й (внутрішній) палець з цілком розвиненими п'ястно або плеснових кістками, цілком розвиненими суглобами пальця і копитом, яке, однак, рідко торкається землі. У випадку розвитку 2 зайвих пальців з боків середнього, нога набуває схожості з ногою гіппаріона.

## Розповсюдження

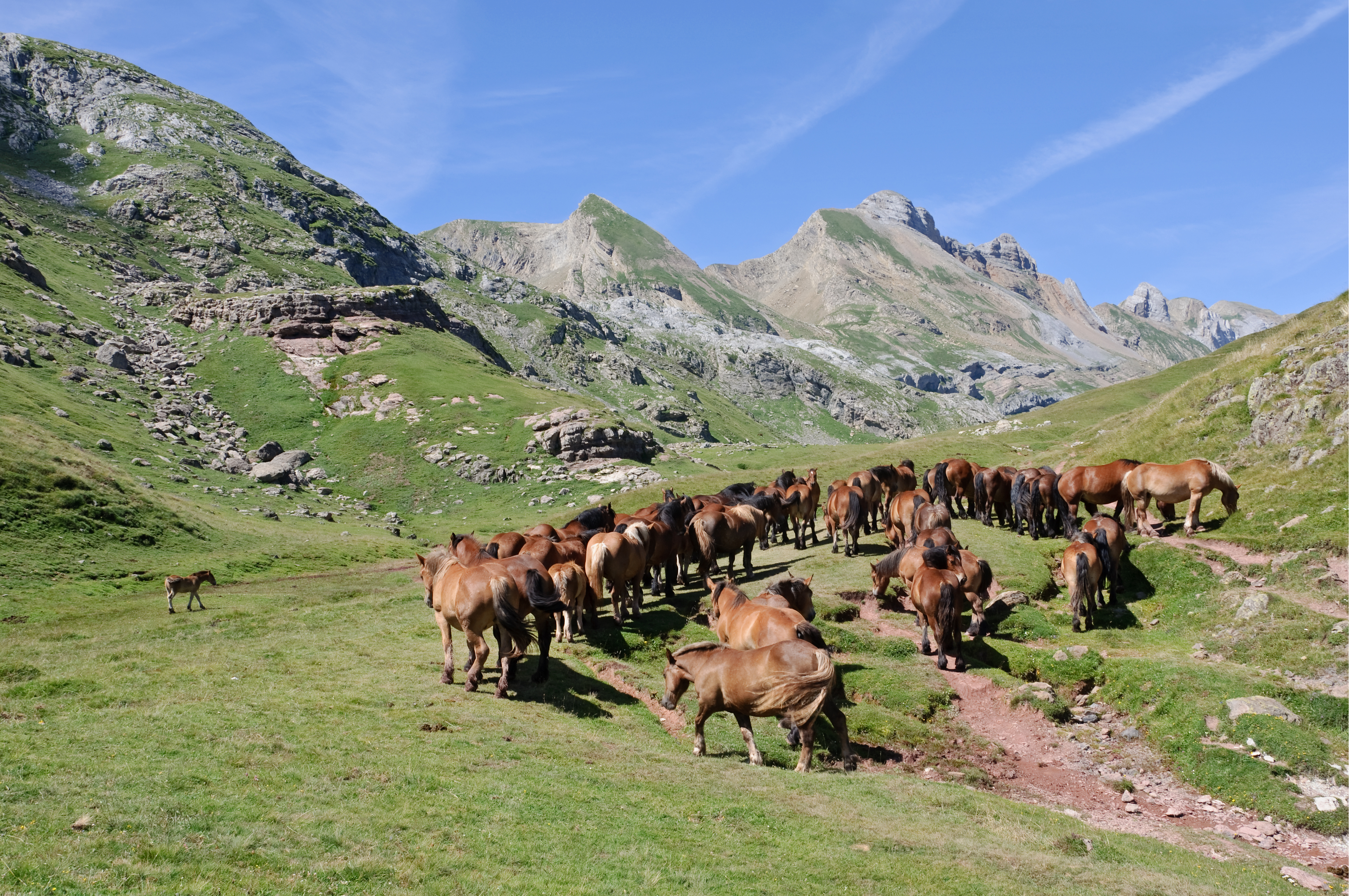
Піренеї. Табун коней.

Наскільки відомо, в окремих регіонах коні зустрічається у дикому стані. Домашні коні розповсюджені у всіх країнах у вигляді величезної кількості порід, які сильно розрізняються по величині, формі голови, кольору тощо. Деякі породи свійських коней місцями здичавіли. У Європі дикі або здичавілі коні — тарпани — водилися ще в першій половині минулого століття. Здичавілих коней[джерело?] зустрічав також відомий дослідник М. М. Пржевальський в провінції Гань-су. В Україні розпочалося відновлення  втраченої древньої популяції аборигенних поліських коней.

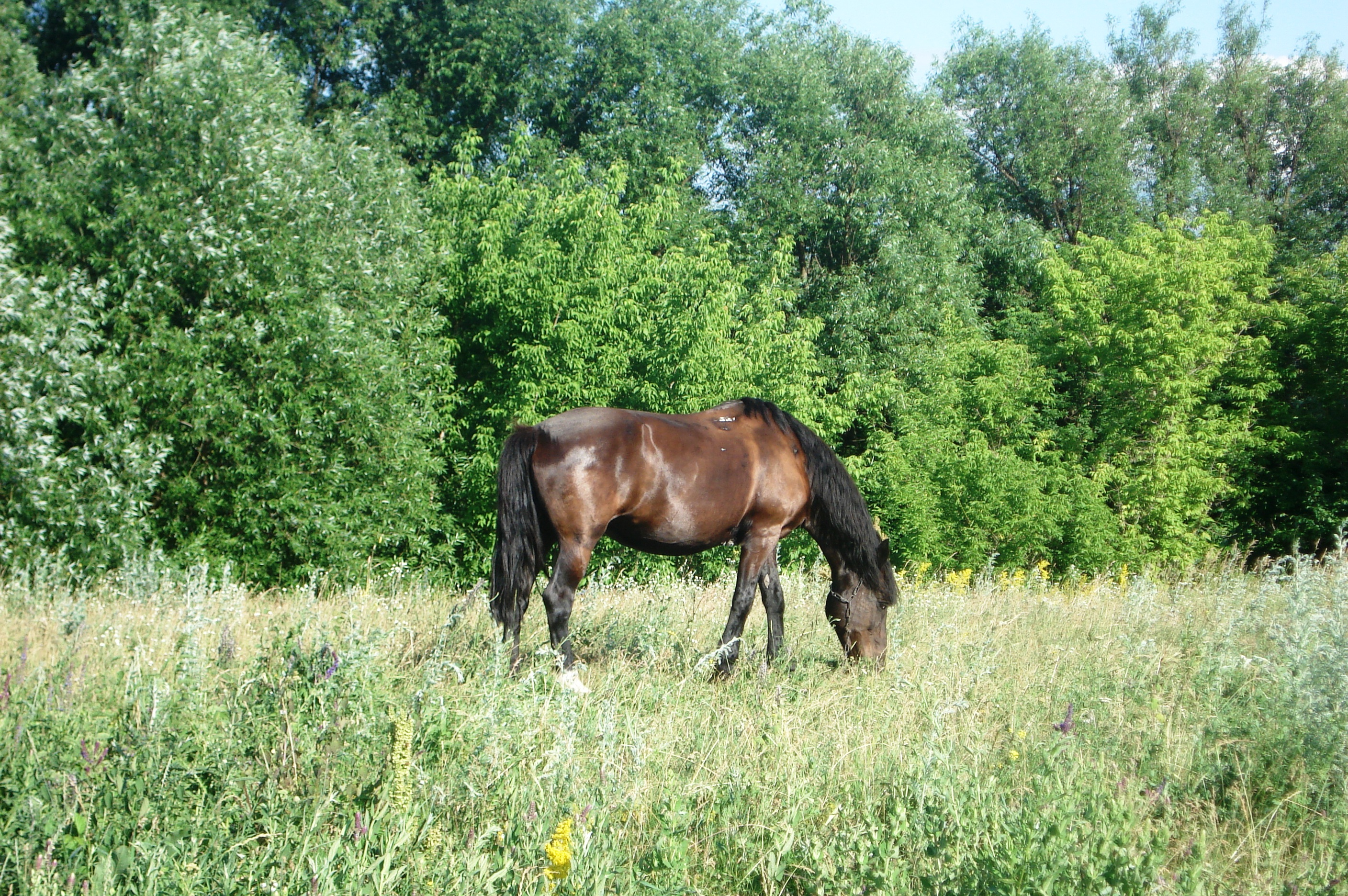
Кінь у Воронезькій області

Коні з дивовижною легкістю, при хоч трохи сприятливих умовах повертаються у дикий стан і починають вести спосіб життя, який нічим не відрізняється від способу життя диких представників родини. Здичавілих коней пампасів Південної Америки називають цимаронами. У Парагваї здичавілі коні не водяться. Причиною цьому за припущенням, є вид мухи, яка відкладає яйця у незагоєний пуп новонароджених лошат, від чого останні гинуть; свійські ж коні живуть у напівдикому стані (мустанги), великими табунами, які складаються з маленьких груп (1 жеребець і 12-18 кобил). Здичавілі коні населяють далі на північ Льянос. Менші за розміром коні живуть у Мексиці і на Фолклендських островах (тут коні під впливом суворішого клімату набули менших розмірів).

## Масті (забарвлення)

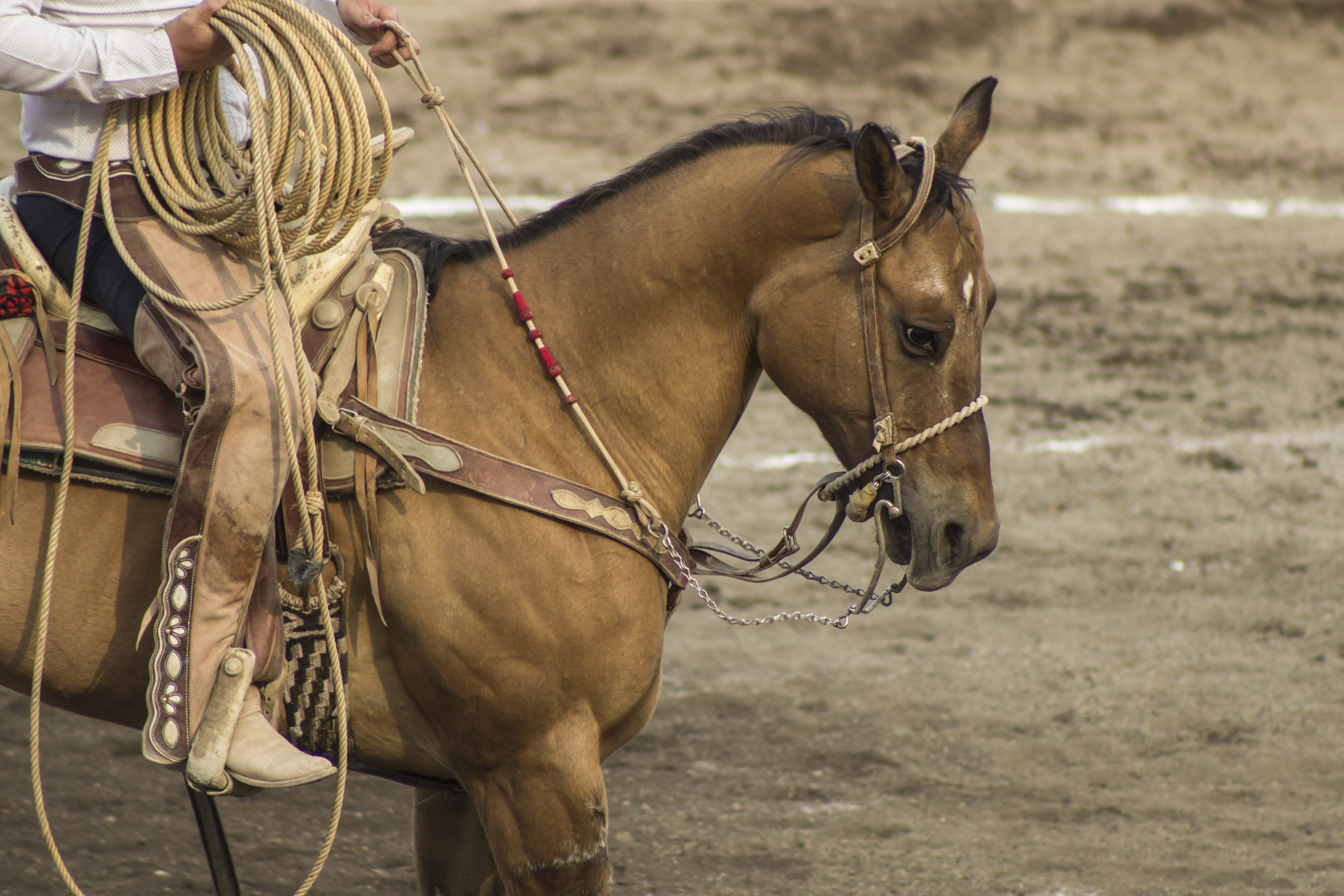
Подія Charrería на національному ярмарку Сан-Маркос

Масть коня — це пігментація волосяного покриву, шкіри і очей. Є однією з основних індивідуальних ознак тварини. Як і пігментація у кішок і собак, масть у коней є не простим забарвленням, а певним поєднанням кольорів, тип розподілу пігментів, що має генетичну основу. Якщо коні мають однаковий колір шерсті, але різний колір шкіри і очей, або ж однаковий колір шерсті на тулубі, але різний на гриві і хвості, то масть їх може бути різною. Водночас, відтінки однієї і тієї ж масті можуть сильно варіювати: наприклад, шерсть ясно-буланого коня має палеве або піщане забарвлення, хоча найтемніші відтінки буланої масті можуть наближатися до темно-бурого відтінку і навіть чорного кольору.

## Захворювання
Грип коней (старе — заразний катар верхніх дихальних шляхів) — гостра висококонтагіозна хвороба, проявляється недовгочасною гарячкою, пригніченням, кон'юнктивітом, сльозотечею, сухим надривним, глибоким і болючим кашлем; при цьому є ларинготрахеїт, бронхіт, у тяжких випадках перебіг ускладнює пневмонія. Збудником хвороби є вірус, який належить до родини міксовірусів типу А. Вірус грипу А коней належить до родини ортоміксовірусів роду інфлюєнца. Віріони вміщують фрагментовану ДНК, вкриту ліпопротеїновою оболонкою. Під електронним мікроскопом має вид округлих або нитковидних частинок діаметром 80-120 НМ.
У деяких регіонах світу коні часто хворіють на трипаносомози, енцефаломієліти (західний, східний, венесуельський), сап, лептоспіроз, параскаридоз тощо.

## Породи коней
Всього у світі існує більше двохсот порід коней.
- Крокові (Першерон, Арден, Російський ваговоз…);
- Рисисті (Французька рисиста, Стандартбредна рисиста, Орловська рисиста та призова);
- Чвалові (Англійська верхова, Арабська верхова, Ахал-Текинська верхова, Українська верхова…).

1. Чистокровна арабська (Pure-bred Arab)
2. Чистокровна верхова (English thoroughbred)
3. Англо-арабська (Anglo-Arabian)
4. Напівкровна (Half-Bred, Part-Bred)

## Типи
1. Східний кінь (Oriental horse)
2. Західний кінь (Western horse)
3. Легкий, теплокровний кінь (Light, warm-blooded horse)
4. Важкий, холоднокровний кінь (Heavy, cold-blooded horse)
5. Поні (Pony)
6. Біговий кінь (Race horse)
7. Возовий кінь (Cart horse)
8. Рисистий кінь (Trotter)
9. Кроковий кінь (Pacer, ambler)
10. Верховий кінь (Saddle horse, Riding horse)
11. Каретний кінь (Carriage horse)

## Опис

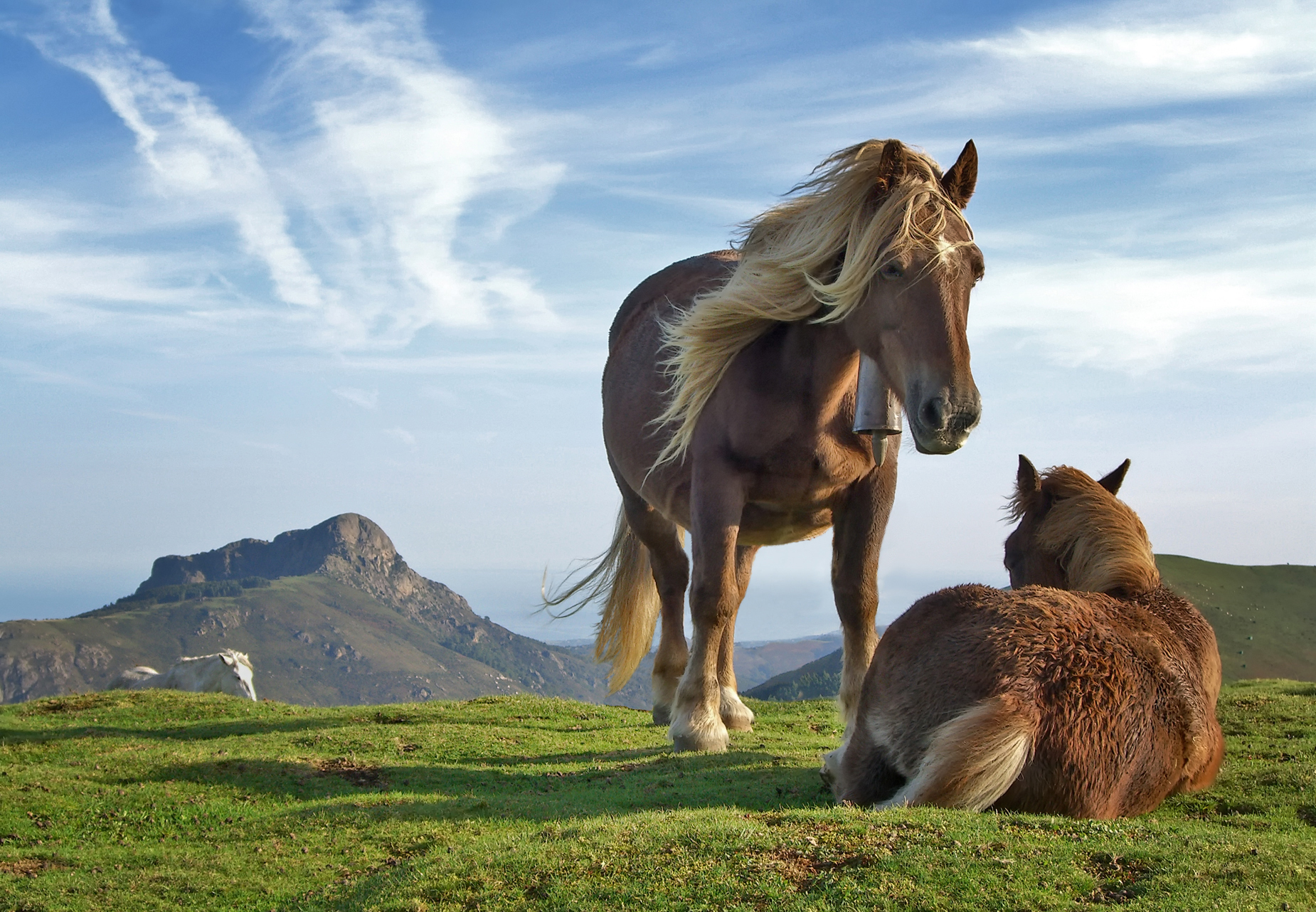
Коні на горі Біандітц, Іспанія

Голова коня — витягнута, суха, з великими живими очима, широкими ніздрями і великими або середньої величини загостреними і досить рухливими вухами. У домашнього коня вуха помірної величини (набагато менше половини голови), грива довга, звішується, шия довга м'язиста, тулуб округлений, хвіст покритий довгим волоссям від основи; масть надзвичайно різна: чорна, бура, руда, чала, біла, сіра, часто з білими плямами на голові та ногах; як виняток зустрічаються смуги на плечах, спині та ногах. Ноги високі, помірної товщини, стрункі; першого і п'ятого пальця немає зовсім, від 2 і 4 існують лише зачатки (рудименти) у вигляді паличкоподібних кісток п'ястка та плесна (так зв. грифельних), прилеглих до товстої п'ясткової або плеснової кістки сильно розвиненого середнього пальця; копито одягає лише кінець середнього пальця (на них прилягає вся вага тіла); на внутрішній стороні зап'ястя і п'ят знаходяться рогові мозолясті потовщення, шишки (рогові місця знаходяться також позаду місця зчленування пальця з вище розташованими частинами).
З відчуттів найкраще розвинений слух, потім зір і, нюх. Дикі коні живуть табунами, зазвичай невеликими. Табуни складаються з кількох самиць і самця, переважно в степових місцевостях, відрізняються великою швидкістю і обережністю.
Волосся на тілі коня різної довжини: короткі густі волосини — покривні (шерсть); довге волосся чубчика, гриви і хвоста — захисне; довге рідке волосся біля губ, ніздрів і очей — орган чуття. Забарвлення волосся визначає масть. У старості коні, як і люди, сивіють. Змінюється інтенсивність кольору волосяного покриву і за порами року: взимку світліша, влітку темніша.
Кінь досягає в середньому віку 25-30 років, серед деяких порід поні зустрічаються тварини, котрі доживають до 40 років. Максимально достовірно відомий рекорд довгожительства серед коней — 62 роки. Стільки прожив кінь, якого звали Олд Біллі (Старий Біллі). Він народився в 1760 році у графстві Ланкашир від Клівлендської гнідої кобили і жеребця східного походження. До 1819 року буксирував баржі, потім був переведений на ферму в Лачфорді, перебуваючи на якій він помер 27 листопада 1822 року. Череп Олд Біллі зберігається у Манчестерському музеї.
Зріст коней залежить від породи, харчування і особливостей догляду. Чим краще харчування і догляд, тим більшими стають коні. Загалом домашні коні мають зріст від 150 до 175 см, поні від 120 до 150 см. Проте в різних країнах до поні зараховують коней з різним зростом у загривку. Наприклад, в США поні вважається будь-який кінь, чий зріст у загривку нижчий за 142 см. У Великій Британії деякі породи поні мають зріст у загривку до 152 см. Найбільшими серед коней вважаються англійські ваговози породи шайр. Їх зріст може досягати 190 см. Найважчим був жеребець породи бельгійський ваговоз Бруклін Сюпрім 1928 року народження. При зрості 198 см він важив 1440 кг.
Найменшими є виведені в Аргентині коні породи фалабелла, представники якої виростають до 70-76 см. Найменшим серед них вважається жеребець Літтл Пампкін (маленький гарбуз). Його зріст становив 35,5 см, а вага 9,07 кг.
Середня вага у поні становить 100—200 кг. Великі верхові та легкоупряжні коні важать у середньому 400—600 кг. Тяглові породи досягають ваги 700—900 кг. Найважчими кіньми є шайри — понад 1400 кг.
Розрахувати вагу коня можна за формулою А. Моторина: вага (кг) = обхват грудей (см) × 6 — 620. Ця формула більше підходить для розрахунку ваги напівкровних, спортивних та легкоупряжних коней.

### Довкілля
Коні степових порід пасуться весь рік у степу і тільки в рідкісних випадках підгодовуються сіном. Суворі зими, заметілі й особливо ожеледиця, що нерідко трапляється у степах, дуже заважають коням добувати корм з-під снігу. За таких умов тварини до кінця зими дуже худнуть, а багато з них, особливо молоді, гинуть. Протягом літа коні знов набирають вагу.

### Харчування

Галоп

Коня відносять до травоїдних тварин. На пасовищі кінь з'їдає від 25 до 100 кг трави на добу. Залежно від віку та живої маси кінь випиває в середньому 30–60 літрів води за добу влітку і 20–25 літрів взимку. Для коня потрібно 4–5 акрів землі, близько 2 га.
Корм коней складається головним чином з вівса і сіна, хоча останнє іноді замінюється соломою. Було багато спроб замінити овес яким-небудь іншим зерновим кормом, але всі такі спроби не були успішними. Лише в Італії, Іспанії та Португалії, особливо на сході, ячмінь є таким майже винятковим кормом для коней, як овес.

### Розмноження і розвиток
Вагітність у коней триває приблизно 335—340 днів (одинадцять місяців). Зазвичай кобила народжує одне, рідше двох лошат. Жеребці з'являються на світ зазвичай на 2–7 днів пізніше, ніж кобили. Лоша народжується зрячим і через кілька хвилин може стояти і ходити, воно смокче молоко 4–6 місяців, протягом яких з'являються його молочні зуби, з молочних різців середня пара прорізується через 8–14 днів після народження, наступні ще через 2–3 тижні; через 5–6 місяців після народження прорізуються зовнішні. Середні різці змінюються близько 2½ років, наступні близько 3½, крайні близько 4½, разом з ними прорізуються й ікла, далі вік визначається за ямками на різцях, у нижній щелепі, на внутрішній парі різців, вони стираються у віці 5–6 років, на середній - на сьомому році, на зовнішній - на восьмому; потім у тій же послідовності стираються ямки на різцях верхньої щелепи, а з 11–12 років, коли ямки зникають на всіх різцях, вік визначити складно. Кінь у три роки стає статевозрілим.

### Фізіологія та анатомія коней

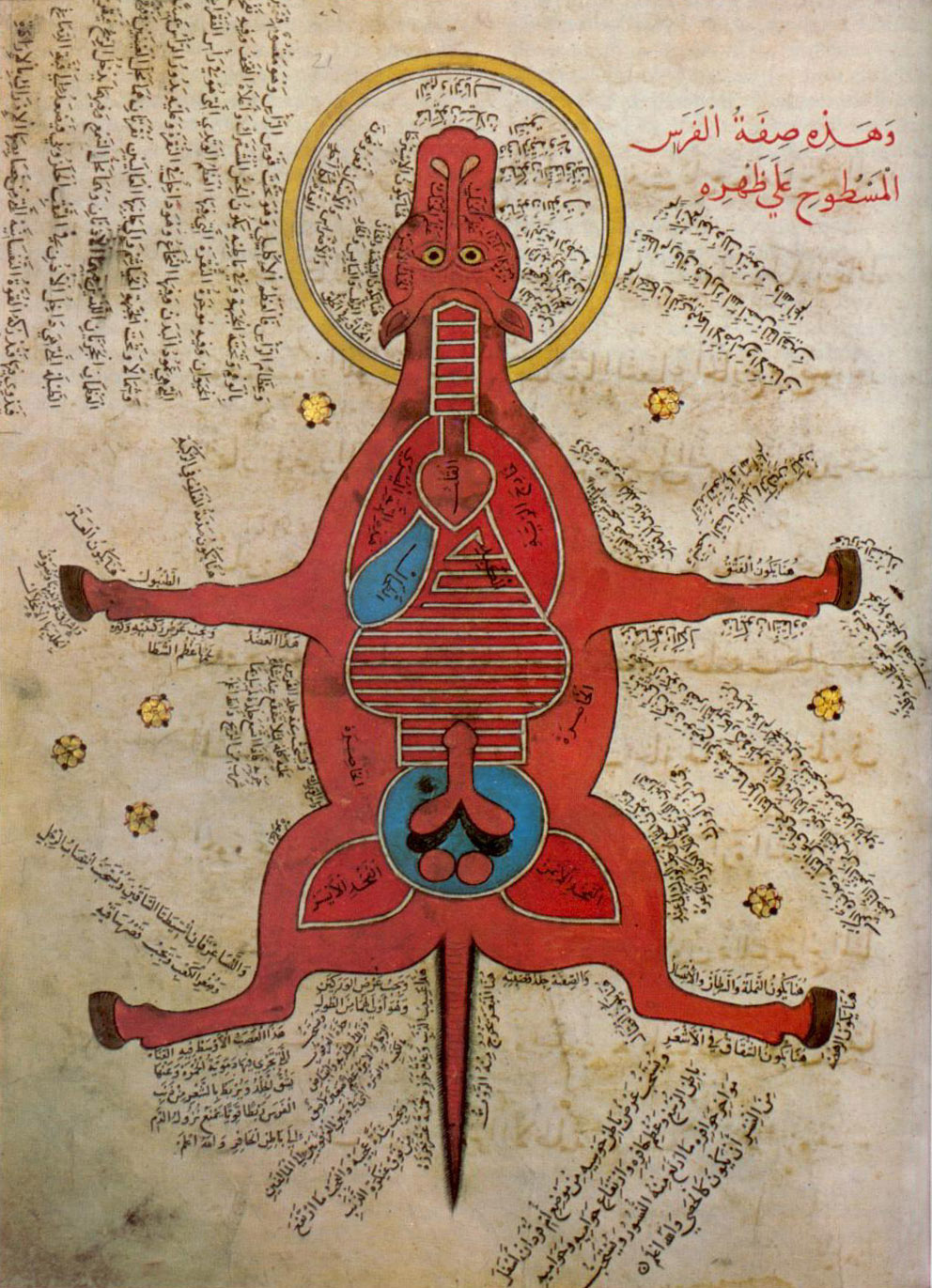
Анатомія коня із середньовічного єгипетського манускрипту XV століття

Температура тіла здорового коня коливається від 37,5 до 38,5 °C.
У стані спокою кінь дихає приблизно 8–16 разів на хвилину. Під час галопу, або іншого навантаження частота дихання збільшується в п'ять — сім разів. Серце коня важить у середньому 4–5 кг, в окремих особин до 8 кг. У стані спокою частота серцевих ударів у коня становить 30–40 за хвилину. Під час жвавого скакання частота ударів зростає до 120—130 за хвилину, при цьому через серце надходить до 150 літрів крові.
У скелеті близько 212 кісток (за різними джерелами від 205 до 252).
Шлунок простий, жовчного міхура немає, сліпа кишка сильно розвинена. Яєчка укладені в мошонці. Матка дворога, послід дифузний. Головний мозок відносно малий, і півкулі великого мозку (покриті звивинами) не прикривають мозочка. Розумові здібності, тим не менше, розвинені досить добре.
Зубна система складається з 3/3 різців, 1/1 ікол (можуть бути відсутніми), 6/6 або 7/7 корінних; різці з рівною жувальною поверхнею, на якій є поперечно-овальна ямка; ікла малі, тупоконічної форми; корінні зуби довгі, чотиригранні, призматичні з чотирма звитими складками емалі на жувальній поверхні; верхні, крім того, з придатковою внутрішньою колоною емалевої речовини.
У кобил іноді бувають ікла. Другі премоляри — «дзиґи» є не у всіх коней. Вони перешкоджають використанню заліза для керування конем, оскільки їхній контакт з вудилами завдає тварині сильного болю. Існує практика видалення дзиґ хірургічним шляхом.

### Характер, темперамент

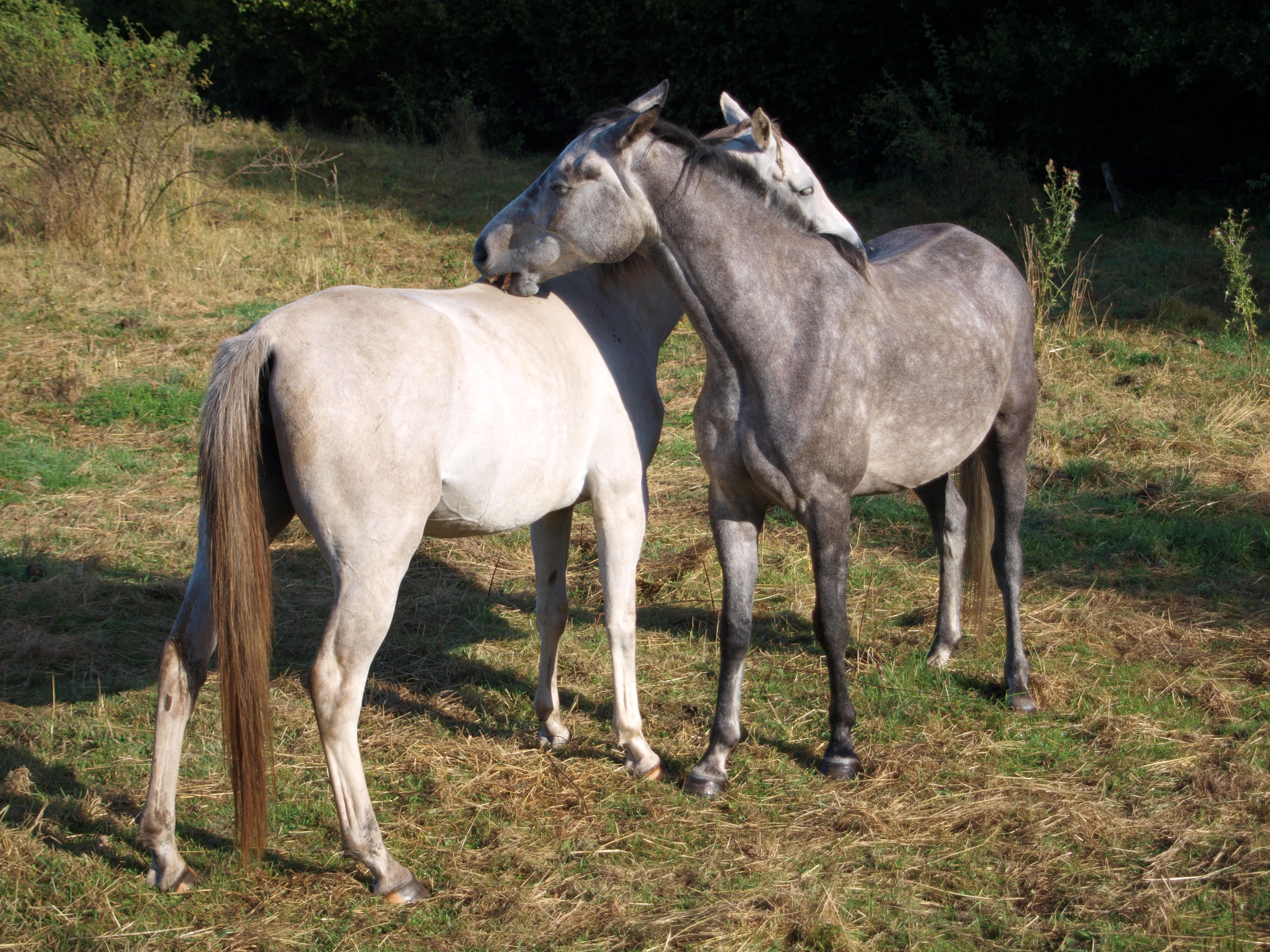
Соціальна поведінка

Темперамент коней зумовлює тип їх вищої нервової діяльності (ВНД). У коней тип ВНД вроджений і не змінюється з віком. Всього їх чотири:
- Сильний урівноважений рухливий (сангвіничний);
- Сильний урівноважений інертний (флегматичний);
- Сильний неврівноважений (холеричний);
- Слабкий (меланхолічний).

Типи ВНД від масті не залежать, а є результатом успадкованих (генотипових) та індивідуально набутих (фенотипових) рис.
Тип ВНД коней, стан нервової системи, конституція визначають їх робочі якості і здатність підкорятися людині. Краще, коли кінь спокійний, навіть флегматичний, ніж холеричний, невтримний. Якщо характер коня може змінюватися залежно від умов утримання, від того, в які руки він потрапить, а також з віком, то тип ВНД залишається незмінним.

### Взаємовідносини з іншими тваринами
На сільському подвір'ї коні зимують разом з коровами і вівцями, розділені тільки легкими дерев'яними перегородками. На лузі вони також мирно пасуться поруч, оскільки їм потрібні різні види трав: коні люблять соковиті, а кози і вівці — колючі. Також вони поїдають траву на різній висоті.
Іноді на коней у стайні нападає ласка, яка любить кінський піт. Вона лоскоче коней, доводячи їх до знемоги, так що вони покриваються піною, а гриви і хвости сплутуються в ковтуни. Щоб позбавити коней від цієї напасті, вдаються до перевіреної хитрості кавалеристів — в стайні тримають козла, запах якого ласці не подобається. Кіт, який живе у стайні, усуває гризунів, які псують зерновий корм для коней і розносять інфекції; відсутнє і специфічне шарудіння гризунів, яке лякає коней, немає неприємного, специфічного запаху.
Собаки давно відомі як хороші помічники в справі охорони коней. Особлива необхідність у них є в Південній і Центральній Америці — ночами на людей і домашніх тварин, у тому числі й коней, нападають кажани-вампіри. Вони кусають жертву і п'ють з ранок кров, а також можуть заразити сказом і низкою інших небезпечних захворювань. Собаки завдяки своїй здатності навіть уві сні вловлювати ультразвуки, які надсилають ці рукокрилі, вчасно відганяють їх.
Прикладом співдружності домашніх тварин можуть служити кінні полювання. Добре навчений кінь на полюванні — не тільки засіб пересування, він за першим посилом вершника (а іноді й сам) кидається слідом за собаками за звіром. Тварини, які пройшли навчання, працюють злагоджено. У Середній Азії досі поширена «полювання з сідла»: мисливець везе собаку з собою на коні, щоб не втомилася. З висоти свого положення собака оглядає місцевість а побачивши здобич, зістрибує і переслідує її.
Спільно працюють собаки і укрючні (пастуші) коні, охороняючи худобу. Коней попередньо навчають, розвиваючи їхні вроджені здібності. Беззаперечно підкоряючись командам чабанів і табунників, тварини справляються з отарою овець або табуном коней. Прикордонники, геологи, мандрівники використовують коней і собак у тандемі. Дружні взаємини пояснюються тим, що ці тварини належать до різних споживчих полюсів: м'ясоїдні та травоїдні. Крім того, їхню поведінку багато в чому визначає людина, вганяючи в рамки їх ті чи інші інстинкти і створюючи спокійну, доброзичливу атмосферу. Хоча окремих інцидентів уникнути не вдається — кінь може хвицнути настирливу собаку. Але собака засвоює урок і більше до коня не лізе. Трапляються конфлікти з парнокопитними: наприклад, з биками в ковбойських спортивних змаганнях — родео, а в побуті — і зі звичайними коровами.
Кінь — істота дуже мирна, але вміє за себе постояти. При зіткненні з хижаком кінь пускає в хід копита і зуби. Особливо сміливо кидаються на супротивників косячні (табунові) жеребці. В арсеналі самооборони — лють і сміливість косячних жеребців, які кидаються на хижаків, стійка «каре» в табуні, коли дорослі тварини збивають лошат в купу в центрі кола, а самі стають щільно один до одного задніми ногами назовні. Але частіше коні намагаються просто піти від небезпеки. Їх виручає природна здатність швидко бігати. І дуже багато коней таким чином врятували своїх вершників.
Коня можна привчити до роботи в одному цирковому номері з тиграми, ведмедями, левами. Його неважко навчити розумінню та виконанню таких команд, як «Прийми!», «Ходою!», «Риссю!», «Галоп!», «Стій!».

## Господарське значення

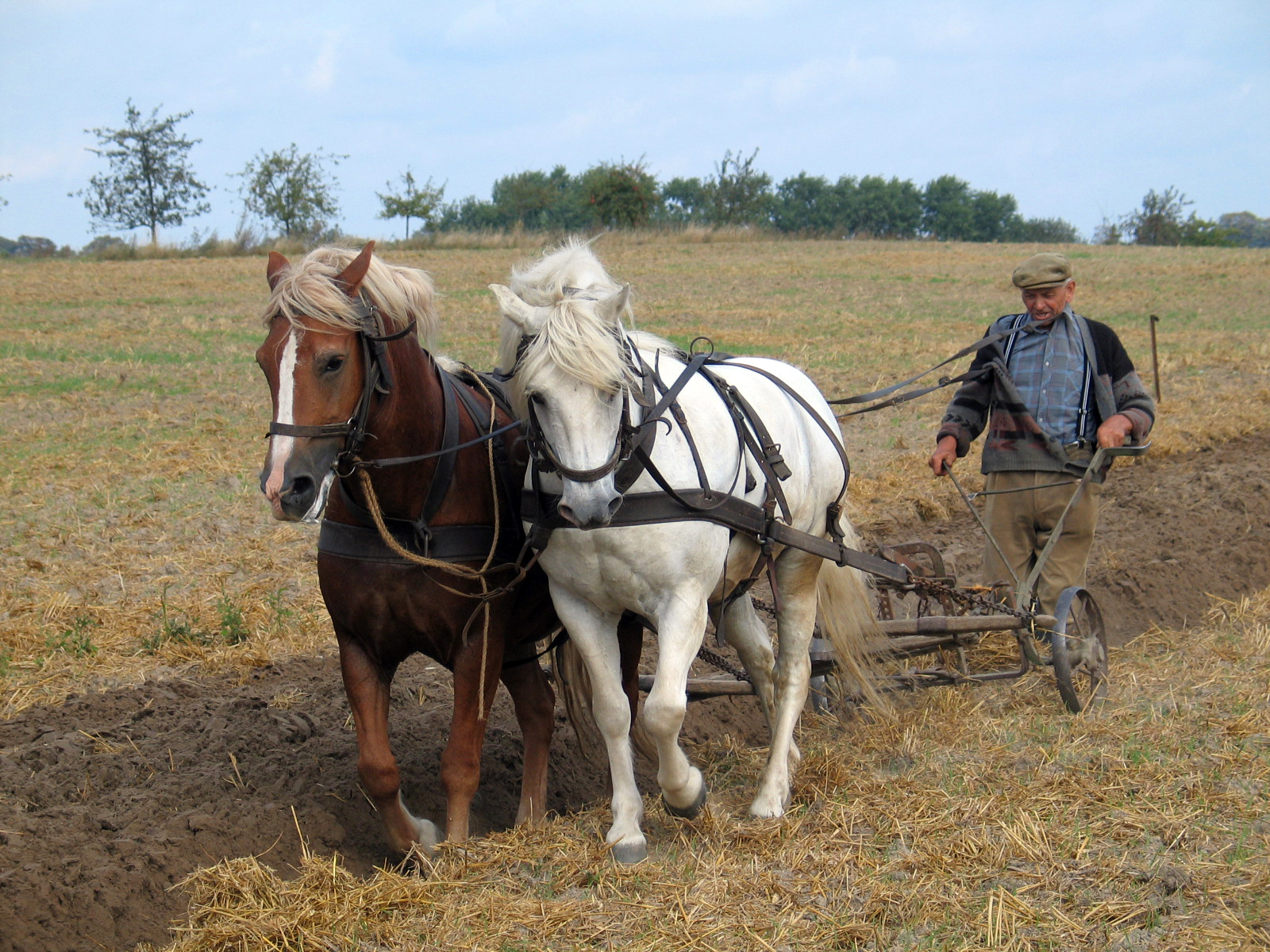
Коні за роботою, Мекленбурґ-Форпроммерн

Тварина, яка зробила переворот у житті людей. Залишався основним транспортом і робочою силою до кінця XVIII — початку XIX століть.
Використовують для роботи, у кінному спорті, як продуктивну тварину, яка дає м'ясо і молоко. Протягом тривалого часу відігравав значну роль у перевезеннях, рільництві та війні.

## Приручення
Приручення коня почалось у 4-3 тисячолітті до н. е. імовірно у кількох незалежних центрах — між Доном і Дніпром, у Південному Сибіру, Середній Азії тощо.
До розкопок в Мулліно вбачали, що коня було одомашнено в степах України. Саме кормова база лісостепу Подніпров'я та досвід одомашнення биків (корова) були притаманні культурі аріїв, яка поєднувала землеробство і тваринництво.
У XXI столітті існує близько 200 порід різного призначення.

## Продукти
Кінь за господарським значенням дає кінський волос, конину (коняче м'ясо). Конина в українському харчуванні підлягала звичаєвій забороні ще з періоду Русі, проте полювання, і споживання в їжу диких коней було в ті часи звичайним явищем.

## У культурі
|                                     |  |  |
| Пам'ятна монета НБУ присвячена коню |  |  |

Культ коня існував в українців. Зокрема, вершниками були язичницький бог громовиці та блискавки Перун та християнський святий Юрій-Георгій. У легенді про Віщого Олега, кінь як священна істота міг принести і успіх, і смерть. Іноді він супроводжував свого господаря в потойбічний світ. У козацькій культурі особливе ставлення до коня оспівано [Архівовано 13 листопада 2016 у Wayback Machine.] в українському фольклорі. У багатьох козацьких піснях, думах, переказах кінь є братом та бойовим товаришем козака.

## Шахи
- Кінь — шахова фігура